# Cuitegi
Cuitegi est une ville brésilienne de l'est de l'État de la Paraíba.
Sa population était estimée à 7 047 habitants en 2007. La municipalité s'étend sur 39 km2.